# Tisha Campbell
Tisha Campbell, född 13 oktober 1968 i Oklahoma City, är en amerikansk skådespelare.
Newman har bland annat medverkat i filmerna Lemonade Mouth, Zack and Miri Make a Porno och Not Another Church Movie.

## Filmografi (i urval)
- 2008 – Zack and Miri Make a Porno
- 2011 – Lemonade Mouth
- 2024 – Not Another Church Movie